# NGC 4114
NGC 4114 је спирална галаксија у сазвежђу Гавран која се налази на NGC листи објеката дубоког неба.
Деклинација објекта је - 14° 11' 5" а ректасцензија 12h 7m 12,2s. Привидна величина (магнитуда) објекта NGC 4114 износи 13,1 а фотографска магнитуда 14,0. NGC 4114 је још познат и под ознакама MCG -2-31-18, NPM1G -13.0366, PGC 38460.